# De Rode Lantaarn
De Rode Lantaarn is een wielerpodcast van de website Het is Koers!. In de eerste aflevering op 27 juni 2016 bespraken presentatoren Tim de Gier en Willem Dudok het NK Wielrennen. Later werd ook Jonne Seriese onderdeel van de podcast. De Rode Lantaarn wordt uitgegeven door podcast producent Dag en Nacht Media.

## Inhoud
De presentatoren bekijken vanaf hun bank de laatste ontwikkelingen in het wielerpeloton, bespreken de ontwikkelingen in de koers en gaan in hun specials de diepte in met de vrienden van de show. Het begrip 'de rode lantaarn' is een bekende naamgeving voor de wielrenner die als laatste eindigt in de Tour de France. Eind 2021 was Willem Dudok voor het laatst te horen in de podcast. In het voorjaar van 2022 werden schrijver Frank Heinen, acteur Benja Bruijning en oud-wielrenner Bram Tankink aan het team toegevoegd als "vaste verkeringen". Ook Maike van Leeuwen is sindsdien vaker te horen. In de Tour de France van 2022 en 2023 maakte Willem Dudok een tijdelijke rentree in de podcast.
Door het jaar zijn de podcasts verdeeld in twee categorieën: de reguliere podcast waarbij een actuele wedstrijd of ronde wordt besproken, en de specials die gedurende het "zwarte gat", de periode tussen twee wielerseizoenen in, worden gemaakt. De reguliere podcast bevat diverse vaste elementen die al dan niet met het koers kijken vanaf een bank te maken hebben. De specials bestaan uit langere gesprekken met renners en begeleiders uit het peloton.
In 2018 haalde de podcast het nieuws toen zij de luisteraars opriepen om tijdens de Giro d'Italia klassementsleider Yates te 'jinxen', oftewel voortijdig te feliciteren met zijn overwinning, in de hoop hem uit zijn concentratie te halen. Ook enkele politici deden mee aan deze actie.
Andere terugkomende showelementen zijn onder andere het "Natje", waar het bier voor de uitzending geïntroduceerd wordt. Dit wordt meestal ondersteund door een review van Dutch Darth Vader, Ice Dwarf of MichaelAwesome uit Wanne-Eickel. Verder zijn het de review van de week én het bespreken van de koers en de bijzaken die iedere uitzending aan de orde komen.

### Vrienden van de Show
Vrienden van de Show zijn renners en rensters die uitgenodigd worden voor het maken van een special. In deze afleveringen gaan de presentatoren de diepte in met hun gast en krijgt de luisteraar op deze manier een mogelijkheid tot een kijkje in het hart van het profpeloton.
| Vriend(inn)en van de show | sinds            |
| ------------------------- | ---------------- |
| Thomas de Gendt           | 1 februari 2025  |
| Bart Lemmen               | 3 januari 2025   |
| Koen Bouwman              | 5 december 2024  |
| Tim en Mick van Dijke     | 27 november 2024 |
| Lennert van Eetvelt       | 20 november 2024 |
| Robert Gesink             | 28 oktober 2024  |
| Wout van Aert             | 1 december 2023  |
| Nathan Van Hooydonck      | 26 november 2023 |
| Sep Vanmarcke             | 22 november 2023 |
| Kobe Goossens             | 26 december 2022 |
| Zdeněk Štybar             | 19 december 2022 |
| Tim Merlier               | 12 december 2022 |
| Edward Theuns             | 6 december 2022  |
| Frederik Frison           | 10 november 2022 |
| Philippe Gilbert          | 17 oktober 2022  |
| Sam Oomen                 | 15 november 2021 |
| Victor Campenaerts        | 8 november 2021  |
| Taco van der Hoorn        | 1 november 2021  |
| Demi Vollering            | 26 oktober 2021  |
| Ide Schelling             | 7 mei 2021       |
| Olav Kooij                | 13 dec 2020      |
| Nils Eekhoff              | 09 dec 2020      |
| Tom Leezer                | 6 dec 2020       |
| David Dekker              | 30 nov 2020      |
| Thymen Arensman           | 27 nov 2020      |
| Jan-Willem van Schip      | 8 apr 2020       |
| Annemiek van Vleuten      | 22 jan 2020      |
| Jos van Emden             | 30 dec 2019      |
| Michiel Elijzen           | 2 dec 2019       |
| Sebastian Langeveld       | 15 nov 2019      |
| Jürgen Roelandts          | 8 nov 2019       |
| Lennard Hofstede          | 5 okt 2019       |
| Cees Bol                  | 25 jun 2019      |
| Oliver Naesen             | 20 jun 2019      |
| Roy Curvers               | 14 feb 2019      |
| Martijn Tusveld           | 8 feb 2019       |
| Tiesj Benoot              | 1 jan 2019       |
| Fabio Jakobsen            | 29 dec 2018      |
| Mike Teunissen            | 10 dec 2018      |
| Dylan van Baarle          | 12 mei 2018      |
| Laurens ten Dam           | 25 mrt 2018      |
| Aike Visbeek              | 24 feb 2018      |
| Michael Boogerd           | 19 jul 2016      |

### Bijnamen
Tijdens de afleveringen noemen de presentatoren de profwielrenners bij hun bijnaam in plaats van hun echte naam. Voorbeelden hiervan zijn Cees Notebol (Cees Bol), Young Bubbels (Bob Jungels), Het Tijdperk (Bauke Mollema) en Graaf Gregor von Mulbergen (Gregor Mühlberger), Me Boy (van Jonne) (Tiesj Benoot), God (Remco Evenepoel), C-Rod (Carlos Rodríguez).

## Waardering
In 2020 is de podcast uitgeroepen tot beste tijdens de Dutch Podcast Awards in de categorie sport.